# Austrotinodes doublesi
Austrotinodes doublesi là một loài Trichoptera trong họ Ecnomidae. Chúng phân bố ở vùng Tân nhiệt đới.